# پلاناریا
پلاناریا (به انگلیسی: Planaria) یک سرده کرم‌های جاودانه از خانواده جاودانه‌کرمان و نوعی کرم پهن است. هنگامی که هرکدام تکه‌تکه می‌شود، هر قطعه توانایی بازسازی به یک تکه کاملاً شکل گرفته را دارد.

## شرح
در حال حاضر سرده پلاناریا به‌عنوان کرم‌های جاودانه آب شیرین با مجرای تخمدانی تعریف می‌شود که با هم متحد می‌شوند و یک لوله رحمی مشترک را بدون احاطه کردن بورسا کوپلاتریکس و با یک آدنوداکتیل موجود در دهلیز نر تشکیل می‌دهند. بیضه‌ها در تمام بدن ایجاد می‌شوند.
پلاناریا در اصل دارای زیستگاه‌هایی در آب تاریک و کدر هستند که منجر به چنین حساسیتی می‌شود (Paskin et al. , 2014). آنها همچنین به محرک‌های دیگر مانند گرادیان‌های شیمیایی، ارتعاش، میدان‌های مغناطیسی و الکتریکی حساس هستند (Deochand et al. , 2018). سامانه عصبی مرکزی آنها شامل قدامی (سر، مغز و چشم) و میانی (تنه شکم و حلق) است (Deochand et al. , 2018).

## رژیم غذایی
غذای گونه پلاناریا شامل شکم‌پایان آب شیرین، کرم‌های نیدیدیای و بندپایان آب شیرین مانند جورپایان جنس آسلوس و لاروهای پشه‌های بی‌نیش است. در بریتانیا، P. torva شکارچی موفق حلزون گلی نیوزیلندی (Potamopyrgus jenkinsi) است.

## گونه‌ها
گونه‌های زیر در سرده پلاناریا شناخته می‌شوند:
- Planaria barroisi
- Planaria dybouskyi
- Planaria flava
- Planaria fontana
- Planaria fuliginosus
- Planaria grubii
- Planaria ignorata
- Planaria kempi
- Planaria limuli
- Planaria luteola
- Planaria marmorosa
- Planaria onegensis
- Planaria polychroa
- Planaria rosea
- Planaria torva
- Planaria verrucosa
- Planaria wytegrensis
- Planaria wigilotisis[۵]

## کاربردهای پلاناریا در پژوهش
پلاناریا به‌طور گسترده‌ای به‌عنوان یک ارگانیسم بی‌مهرگان مدل در پژوهش‌های فارماکولوژیک، به‌ویژه در مطالعات مواد مخدر مورد استفاده قرار گرفته‌است. پلاناریا به‌دلیل توانایی عالی در باززایی به‌عنوان مدل در مطالعات بازسازی نیز استفاده شده‌است. همچنین به‌عنوان یک مدل در پژوهش‌های سم‌شناسی پیشنهاد شد.